# Dominik Terzer
Dominik Terzer, né le 19 septembre 1999 à Hall en Tyrol, est un coureur du combiné nordique autrichien.

## Carrière
En 2014, il fait ses débuts internationaux aux Jeux nordiques de l'OPA, à Gérardmer. À l'été 2016, il obtient son premier top dix dans la Coupe OPA, compétition dans laquelle, il monte sur son premier podium un an plus tard à Kandersteg, où sont disputés les Championnats du monde junior 2018, où Terzer remporte la médaille d'argent en individuel (5 kilomètres) derrière Vid Vrhovnik et le titre dans l'épreuve par équipes en 2018 à Kandersteg. Cet hiver, il est au départ de ses premières courses de Coupe continentale, dont une manche à Rena, qui se conclut par une victoire au sprint devant Martin Fritz.
Au mois de mars, il est envoyé sur ses premières étapes de Coupe du monde, commençant à Lahti et marquant ses premiers points (top 30) à Klingenthal avec une 25e place.

## Palmarès

### Coupe du monde
- Meilleur classement général : 66e en 2018.
- Meilleur résultat individuel : 25e.

#### Classements détaillés
| Année     | Classement général final |
| --------- | ------------------------ |
| 2017-2018 | 66e                      |

### Championnats du monde junior
- Médaille d'or par équipes en 2018 à Kandersteg.
- Médaille d'argent en individuel (Gundersen-15 km) en 2018.

### Coupe continentale
- 1 victoire.